# Зам'ятіни
Зам'я́тіни (рос. Замятины) — присілок у складі Орічівського району Кіровської області, Росія. Входить до складу Спас-Талицького сільського поселення.
Населення становить 5 осіб (2010, 10 у 2002).
Національний склад станом на 2002 рік — росіяни 90 %.